# هيرمان ديتزنر
هيرمان ديتزنر (بالألمانية: Hermann Detzner)‏ (و. 1882 – 1970 م) هو مستكشف، وكاتب، وعسكري، وأمين الأرشيف، وضابط  ألماني، ولد في شباير، ويحمل رتبة عسكرية رائد، توفي في هايدلبرغ، عن عمر يناهز 88 عاماً.

## التعليم
تعلم في جامعة هايدلبرغ
.

## الخدمة العسكرية
خدم في الجيش الإمبراطوري الألماني.

## جوائز
حصل على جوائز منها:
صليب حديدي